# SSK Talent M.A.T. Plzeň
SSK Talent M.A.T. Plzeň, zkráceně Talent Plzeň, je mužský házenkářský klub sídlící v Plzni. Jedná se o šestinásobné mistry České republiky z let 2013/14, 2014/15, 2015/16, 2018/19, 2020/21 a 2022/23

## Historie
Mužská házená vždy měla v Plzni silnou základnu, díky „Škodovce“, tedy klubu TJ Škoda Plzeň, později hrajícího též pod hlavičkou HC Kovopetrol Plzeň, se v Plzni slavilo několik mistrovských titulů. Tento tradiční klub se ovšem po sezóně 2001/02 rozpadl a Plzeň se na čas ocitla bez vrcholové házené. Extraliga se do Plzně vrátila v sezóně 2005/06, kdy do nejvyšší soutěže postoupil tým SC Lokomotiva Plzeň hrající dříve dlouhá léta v nižších soutěžích. V roce 2010 se družstva Lokomotivy spojila s klubem SSK Talent Plzeň a vznikl nový klub hrající pod hlavičkou SSK Talent M.A.T. Plzeň. Klub se během několika let propracoval mezi absolutní špičku české házené, když vybojoval čtyři tituly mistra České republiky.
V sezóně 2013/14 se extraliga hrála systémem základní část + nadstavba. Nehrálo se tedy play–off. Talent v základní části zaznamenal mimo jiné unikátních 14 vítězství v řadě a dominoval i nadstavbě, celou soutěž zakončil s osmibodovým náskokem na čele tabulky. V Plzni se tak po 15 letech opět slavil házenkářský titul, když na tradici zaniklé Škodovky/Kovopetrolu navázal v roce 2010 zformovaný Talent.
Od sezóny 2014/15 se extraliga opět vrátila k play-off. Talent ovládl základní část se čtyřbodovým náskokem, v play-off pak postupně vyřadil Frýdek-Místek 3–1, Karvinou 3–0 a ve finále Lovosice také 3–0.
Před sezónou 2015/16 Plzeň výrazněji obměnila kádr a především v úvodu základní části to bylo znát. Ztrátu se už dohnat nepodařilo, Talent skončil v tabulce třetí. V play-off se však projevila síla týmu, ve čtvrtfinále Talent zdolal Lovosice 3–0, v semifinále Hranice také 3–0 a ve finále pak vítěze základní části Duklu Praha 3–1 na zápasy. Podařilo se tak dovršit vytoužený mistrovský hattrick.

## Úspěchy
- Česká extraliga:
  - : 2014, 2015, 2016, 2019, 2021
  - : 2017, 2018, 2022, 2024, 2025